# Impedenza duale
Impedenza duale e rete duale sono termini usati in analisi delle reti elettriche. L'impedenza duale di un'impedenza {\displaystyle Z} è definita come quell'impedenza il cui valore, con una particolare unità di misura, corrisponde numericamente al suo reciproco, o inverso algebraico {\displaystyle Z'={\frac {1}{Z}}}; più in generale, si può dire che l'impedenza duale {\displaystyle Z'} è proporzionale al reciproco {\displaystyle {\frac {1}{Z}}\ }, come per esempio accade nel caso dei trasformatori di impedenza a un quarto d'onda. Per questa ragione l'impedenza duale è detta anche impedenza inversa. Un altro modo per affermare ciò è che, con una particolare unità di misura, l'ammettenza duale di {\displaystyle Z} numericamente è l'ammettenza {\displaystyle Y'=Z}.
La rete duale di una rete è la rete le cui impedenze sono le impedenze duali delle impedenze originali. Nel caso di una rete black-box con porte multiple, l'impedenza vista in ciascuna porta deve essere l'impedenza duale rispetto a quella della corrispondente porta nella rete duale.
Ciò è consistente con la nozione generale di dualità dei circuiti elettrici, dove la tensione e la corrente vengono scambiate, ecc., poiché da {\displaystyle Z={\frac {V}{I}}} si ha {\displaystyle Z'={\frac {I}{V}}}

## Impedenze duali scalate e normalizzate
In unità fisiche, l'impedenza duale è presa rispetto a qualche impedenza nominale o impedenza caratteristica. Per far ciò, Z e Z' sono scalate rispetto all'impedenza nominale Z0 in modo tale che
{\displaystyle {\frac {Z'}{Z_{0}}}={\frac {Z_{0}}{Z}}}
Solitamente come impedenza Z0 si prende un numero reale, ossia un'impedenza puramente resistiva, R0, in modo che Z' si ottenga mediante il fattore reale R02. In altre parole, il circuito duale, qualitativamente, è lo stesso circuito ma i valori di tutti i componenti sono scalati mediante il fattore R02. Il fattore di scala R02 ha le dimensioni di Ω2, in modo tale che alla costante 1 nelle espressioni senza unità di misura vengano effettivamente assegnate le dimensioni Ω2 in una analisi dimensionale.

## Impedenze duali degli elementi circuitali di base
| Element | Z                                                                                   | Duale | Z'                                                    |
| ------- | ----------------------------------------------------------------------------------- | ----- | ----------------------------------------------------- |
|         | {\displaystyle R\,\!}                                                               |       | {\displaystyle {\frac {1}{R}}}                        |
|         | {\displaystyle {\frac {1}{G}}}                                                      |       | {\displaystyle G\,\!}                                 |
|         | {\displaystyle i\omega L\,\!}                                                       |       | {\displaystyle {\frac {1}{i\omega L}}}                |
|         | {\displaystyle {\frac {1}{i\omega C}}}                                              |       | {\displaystyle i\omega C\,\!}                         |
|         | {\displaystyle Z_{1}+Z_{2}\,\!}                                                     |       | {\displaystyle {\frac {1}{Z_{1}+Z_{2}}}}              |
|         | {\displaystyle Z=Z_{1}\\|Z_{2}={\frac {Z_{1}Z_{2}}{Z_{1}+Z_{2}}}} (Somma parallela) |       | {\displaystyle {\frac {1}{Z_{1}}}+{\frac {1}{Z_{2}}}} |
|         |                                                                                     |       |                                                       |
|         |                                                                                     |       |                                                       |

## Metodo grafico
Esiste un metodo grafico per ottenere la rete duale di una rete che, spesso, è più facile da usare rispetto all'espressione matematica per l'impedenza. Iniziando con lo schema circuitale della rete in questione, Z, i passi successivi sono disegnati sul diagramma per ottenere Z' sovrapposto sopra Z. Tipicamente, Z' verrà disegnata con un colore differente per renederla più facile da distinguere dall'impedenza originale o, se si usa la progettazione assistita da computer, Z' può essere disegnata su un diverso layer (schermata sovrapponibile che simula un foglio trasparente sovrapponibile).
1. Si connette un generatore a ogni porta della rete originale. Lo scopo di questo passo è impedire che le porte vengano "perse" nel processo di inversione. Ciò accade perché una porta lasciata a circuito aperto si trasformerà in un cortocircuito e scomparirà.
2. Si disegna un punto al centro di ogni maglia della Z. Questi punti diventeranno i nodi di Z'.
3. Si disegna una conduttanza che racchiude interamente la rete Z. Anche questa conduttanza diventa un nodo di Z'.
4. Per ogni elemento circuitale di Z, si disegna il suo duale tra i nodi nel centro delle maglie su entrambi i lati di Z. Dove Z si trova sul bordo della rete, uno di questi nodi sarà la conduttanza di chiusura del passo precedente.[4]

Ciò completa il disegno of Z'. Questo metodo serve anche a dimostrare che il duale di una maglia si trasforma in un nodo e il duale di un nodo si trasforma in una maglia. Sotto vengono dati due esempi.

### Esempio: rete a stella
|  |  |  |
|  |  |  |

Ora è chiaro che la rete duale di una rete a stella di induttori è una rete a triangolo di condensatori. Questo circuito duale non è la stessa cosa di una trasformazione stella-triangolo. Una trasformazione stella-triangolo si traduce in un circuito equivalente, non in un circuito duale.

### Esempio: Rete di Cauer
I filtri progettati usando la topologia di Cauer della prima forma sono filtri passa-basso che consistono in una rete a scaletta di nduttori in serie condensatori in shunt.

Un filtro passa-basso implementato nella topologia di Cauer

Collegamento di generatori alle porte di ingresso e uscita

Nodi della rete duale

Componenti della rete duale

La rete duale con quella originale rimossa e ridisegnata leggermente per rendere più chiara la topologia

Ora si può vedere che la rete duale di un filtro passa-basso con topologia di Cauer è ancora un filtro passa-basso con topologia di Cauer. Esso non si trasforma in un filtro passa-alto come ci si sarebbe potuto aspettare. È da notare, però, che il primo elemento ora è un componente in shunt invece che un componente serie.